# جيمس لوفيل
جيمس لوفيل هو سياسي أمريكي، ولد في 31 أكتوبر 1737 في بوسطن في الولايات المتحدة، وتوفي في 14 يوليو 1814 في Windham, Maine ‏ في الولايات المتحدة.